# 25875 Wickramasekara
25875 Wickramasekara è un asteroide della fascia principale. Scoperto nel 2000, presenta un'orbita caratterizzata da un semiasse maggiore pari a 2,2841679 UA e da un'eccentricità di 0,1649535, inclinata di 6,99674° rispetto all'eclittica.